# Australischer Dollar
Der Australische Dollar ist die Währung Australiens, die von der Reserve Bank of Australia (RBA) ausgegeben wird. Weiterhin wird er als offizielle Währung auf Kiribati, Nauru und Tuvalu geführt. Der australische Dollar belegt den sechsten Rang der meistgehandelten Währungen weltweit, hinter dem US-Dollar, dem Euro, dem Yen, dem Pfund Sterling sowie dem Schweizer Franken.
Der australische Dollar wird unterteilt in 100 Cents. Die Banknoten zu 5, 10, 20, 50 und 100 Dollar werden von der australischen Notendruckerei, der Note Printing Australia, gedruckt. Es gibt Münzen zu 5, 10, 20 und 50 Cent, sowie 1 und 2 Dollar. Diese werden überwiegend von der Royal Australian Mint (Königliche Australische Münzanstalt) hergestellt. Die Prägung der 1- und 2-Cent-Münzen wurde 1992 eingestellt.
Die gängige Abkürzung innerhalb Australiens ist das Dollar-Zeichen ($); manchmal wird A$ oder AU$ benutzt, um ihn gegen andere Dollar-Währungen abzugrenzen. Der Spitzname lautet (wie für die Bevölkerung selbst) „Aussie“.

## Geschichte
1910 wurde das australische Pfund als eigene Währung für Australien eingeführt, welche bis 1966 beibehalten wurde. Es war ebenso wie das britische Pfund in 20 Schilling zu 12 Pence unterteilt.

### Bretton Woods
Vom 1. bis 22. Juli 1944 versammelten sich Vertreter von 44 Staaten in Bretton Woods, New Hampshire, um die Neuordnung der infolge des Zweiten Weltkriegs geschwächten Weltwirtschaft zu besprechen. Dabei sollten wichtige Währungs-, Handels- und Zahlungsfragen zur Diskussion gestellt werden. Als Folge des Treffens wurde der Internationale Währungsfonds gegründet, dem Australien 1947 beitrat.
Der US-Dollar wurde als die internationale Leit-, Reserve- und Transaktionswährung festgelegt. Somit wurde er zur Basiseinheit für die Umrechnung in Gold (35 USD / Unze). Weiterhin wurden fixe Wechselkurse zu anderen Währungen festgelegt.
Auch der australische Dollar wurde bei Einführung im Februar 1966 an den US-Dollar gekoppelt.
Ab Mitte der 1960er-Jahre zeigte das Bretton-Woods-System immer stärkere Schwachstellen. Aufgrund der verschieden schnell wachsenden Volkswirtschaften war eine jeweilige Anpassung der Wechselkurse, abweichend vom Bretton-Woods-System, unumgänglich.

### Einführung des dezimalen Währungssystems
Im internationalen Vergleich galt das englische Münzsystem, auf dem das australische beruhte, als veraltet und kompliziert, und Australien war eines der letzten Länder, die es nutzten. Deshalb wurde langfristig eine Umstellung geplant.
1963 beschloss die australische Regierung, dieses System durch ein Dezimalsystem zu ersetzen und eine neue Serie von Banknoten auszugeben. Das Dezimalsystem ist dadurch charakterisiert, dass die Hauptwährungseinheit nach Zehnerpotenzen unterteilt ist. Die kleinste Untereinheit ist meist ein Hundertstel der Hauptwährungseinheit. Beim Dezimalsystem des australischen Dollars bildet 1 AUD die Basis und wird in 100 Cent unterteilt.
Eine wichtige Veränderung im Zuge der Umstellung des Währungssystems betraf den Namen der neuen Währungseinheit. Um eine geeignete Bezeichnung für die neue Währung zu finden, startete die australische Regierung einen Aufruf, um Namensvorschläge einzuholen. Die Namensvorschläge variierten von traditionellen Namen wie „Pound“ und „Dollar“, bis hin zu spezifisch australischen Namen wie „Austral“. Auch sehr exotische Kreationen wie „Boomer“, „Oz“, „Kanga“ oder „Emu“ wurden dabei genannt. Da keine Einigung erzielt werden konnte, beschloss die Regierung im Juni 1963, der neuen Währung den Namen „Royal“ zu geben, da das die Verbindung zur Krone betonen werde und ein der australischen Währung würdiger Name sei.
Am 19. September 1963 jedoch verkündete die Regierung, dass der Name der zukünftigen Währungseinheit „Dollar“ sei, da sie dem starken Widerstand gegen die Bezeichnung „Royal“ nicht standhalten konnte. Diese Entscheidung traf auf allgemeine Zustimmung.
Vor der Einführung der Dezimalwährung war jedoch ein gezieltes Programm notwendig, um die Öffentlichkeit zu informieren und mit der neuen Zählweise vertraut zu machen. Dazu gehörten eine umfangreiche Berichterstattung in den Medien, spielerisches Lernen mithilfe von Spielgeld in den Schulen sowie ausführliche Broschüren, welche die Umstellung erklärten und die Auswirkungen auf die Warenpreise darlegten.
Eine Kampagne zur Erläuterung des neuen Systems war die Dollar-Bill-Kampagne, welche 1965 ins Leben gerufen wurde. Als Einführungsdatum der neuen Dezimalwährung wurde der 14. Februar 1966 festgelegt, und entsprechend diesem Plan wurde die Währung am 14. Februar 1966 dezimalisiert. Ein Pfund wurde in zwei Dollar umgewechselt.
1971 beschloss Australien, die gefestigten Beziehungen zum US-Dollar zu beenden und aus dem System fester Wechselkurse auszusteigen. Weitere Länder stiegen aus dem System der festen Wechselkurse aus, was im Jahr 1973 zum endgültigen Zusammenbruch des Bretton-Woods-Systems führte.
Auf Anweisung der Regierung wurden weitere Währungssysteme eingeführt, von denen sich jedoch keines auf dem internationalen Markt als wettbewerbsfähig erwies. Während der 1970er-Jahre verschlechterte sich Australiens Wirtschaftsleistung immens, Wirtschaftswachstum war kaum noch vorhanden. Inflation und Arbeitslosigkeit stiegen. 1976 wurde der AUD um 17,6 Prozent abgewertet.
Der trade weighted index (TWI) wurde eingeführt. Dieser Index stellt einen Währungskorb dar. Die Währungen werden unterschiedlich gewichtet eingebracht. Der Anteil der Landeswährungen bestimmt sich durch die Bedeutung, die das Land für Australiens Import- und Exportgeschäft hat. Der TWI gibt Aufschluss über die internationale Wettbewerbsfähigkeit Australiens.

### Kontrolle des Finanzsystems
Laut dem Reserve Bank Act 1959 wurde der Reserve Bank of Australia (RBA), der Zentralbank Australiens, die Verantwortung über die Regelung des Notenumlaufs, genauer für die Herstellung, Ausgabe, Neuausgabe und Rücknahme der Banknoten Australiens sowie die Währungskontrolle verliehen.
Jedoch unterlag der australische Dollar bis in die 1970er-Jahre weitestgehend der Kontrolle der Regierung, wie auch der gesamte australische Finanzmarkt.
Ziel dieser Kontrollen war die Schaffung eines Marktes, der es der Regierung erlaubte, sich selbst zu unterstützen und zu finanzieren. Weiterhin sollten jegliche Risiken, die mit dem Bankgeschäft einhergingen, durch eine Überwachung seitens der Regierung vermieden werden. Stabile Wechselkurse sollten erreicht werden. Sämtliche Spareinlagen sollten im Inland investiert werden. Kredite wurden gezielt ausgegeben. Favorisiert wurden dafür Bauvorhaben von Privathaushalten und die Agrarwirtschaft.
Kontrollmaßnahmen waren beispielsweise:
- Kontrolle und Festlegung der Zinsrate auf Kredite und Einlagen
- Kontrolle von wirtschaftlichen Kennzahlen, wie z. B. Liquidität, sowie der Bilanzen
- Überwachung der Menge und des Anlasses der Kreditvergabe
- Bankinstitute erhielten genaue Vorgaben über ihren Handlungsspielraum.[13]

### Abschaffung der Kontrollen
Von Anfang der 1970er- bis Mitte der 1980er-Jahre wurden die Kontrollen allmählich abgeschafft und der Finanzmarkt gelockert.
Internationale Kapitalflüsse stiegen nach dem Zusammenbruch des Bretton-Woods-Systems rapide an, was Druck auf den australischen Wechselkurs ausübte. Die Regierung konnte den Wechselkurs nur durch Eingriffe in den Devisenmarkt stabilisieren, was jedoch die inländische Liquidität stark einschränkte, da dafür große Summen aufgebracht werden mussten. Der Lockerungsprozess begann im Jahr 1973 mit der Beseitigung der Kontrollen des Zinssatzes. Das war der erste kleine Schritt zu einem freien Finanzmarkt. In den Folgejahren wurde der australische Markt für ausländische Banken geöffnet. Auch die Gründung inländischer Banken wurde erleichtert. Im Dezember 1983 wurde ein flexibles Währungssystem eingeführt und der australische Dollar wurde erstmals auf dem Devisenmarkt gehandelt. Seitdem bestimmt sich der Wechselkurs durch Angebot und Nachfrage am Devisenmarkt. Seit der Börseneinführung des AUD greift die RBA trotzdem aktiv in den ausländischen Devisenmarkt ein.

### Entwicklung des Australischen Dollars bis heute
In den 1990er-Jahren entwickelte sich der australische Finanzmarkt schnell und Australiens Wirtschaft wurde nach und nach in die Weltwirtschaft integriert. Der australische Dollar gewann zunehmend an Bedeutung. 1997 begann die Asienkrise in Thailand, Korea und Indonesien, bevor auch Russland und Lateinamerika (Brasilienkrise, Argentinienkrise) eine Finanzkrise traf. Das bedeutete für Australien Einbrüche auf dem Exportmarkt, wodurch es zu starken Schwankungen des australischen Dollars kam. Diese versuchte die RBA einzudämmen und tätigte viele Transaktionen auf dem Devisenmarkt, um den Wechselkurs zu stabilisieren. Die Interventionen der Zentralbank umfassten das Kaufen oder Verkaufen des US-Dollars entsprechend der jeweiligen Lage. Während der Russlandkrise wurden Kaufoptionen auf den australischen Dollar ausgegeben, womit man diesen zu einem vorher festgelegten Wechselkurs erwerben konnte. 2008 nahm außerdem die weltweite Finanzkrise Einfluss auf den Wert und den Verlauf des australischen Dollars. Insgesamt interveniert die RBA heute nur noch an durchschnittlich 5 % aller Handelstage.

## Ausgaben des australischen Dollars

### Ausgabe der Banknoten
Die Ausgabe der Banknoten erfolgt durch die Reserve Bank of Australia.
Die ersten Papierauflagen des australischen Dollars im Nennwert der 1-, 2-, 10- und 20-AUD-Noten waren die exakten Äquivalente zu den vorherigen Pfund-Banknoten.
Der 5-AUD-Schein wurde erst 1967 ausgegeben, nachdem die Öffentlichkeit sich bereits an das dezimale Währungssystem gewöhnt hatte.
1973 wurde die 50-AUD-Note und 1984 die 100-AUD-Note eingeführt.
1984 wurde die 1-AUD-Note und 1988 die 2-AUD-Note durch die zeitgleiche Einführung der 1- und 2-AUD-Münze ersetzt.
Die RBA legt großen Wert darauf, eine hohe Qualität der sich im Umlauf befindlichen Noten zu gewährleisten. Damit will sie das Vertrauen in die Währung Australiens stärken und sicherstellen. Zu diesem Zweck wurden Qualitätsstandards in dem sogenannten „Note Sorting Guide“ festgelegt. Von Zeit zu Zeit ordnet die RBA an, die Banknoten aus dem Umlauf zu nehmen. Die Banknoten werden dann auf Qualität und Echtheit hin überprüft. Das ermöglicht der RBA, die Qualität und Echtheit der im Umlauf befindlichen Banknoten zu überwachen und deren zukünftige Tauglichkeit sicherzustellen. Echte, aber nicht länger taugliche Banknoten werden vernichtet, echte taugliche Noten werden an die Geschäftsbanken neu ausgegeben. Gefälschte Banknoten werden an die australische Bundespolizei übergeben.
Am 9. Mai 2019 wurde bekannt, dass sich ein Druckfehler in der kleingedruckten Beschriftung der seit Oktober 2018 neu ausgegebenen 50-Dollar-Note befindet: dem Wort responsibility fehlt durchgängig ein Buchstabe „i“ (responsibilty). Der Fehler war nur mit einer Lupe zu entdecken und wurde erst bekannt, nachdem schon 46 Millionen Banknoten in Umlauf gebracht worden waren. Die Reserve Bank of Australia kündigte an, dass der Fehler auf künftigen Banknoten eliminiert werde.

### Ausgabe der Münzen
Die Zuständigkeit für die Ausgabe der Münzen obliegt der Königlichen Australischen Münzanstalt. 1966 wurden Münzen mit dem Nennwert von 1, 2, 5, 10, 20, und 50 Cent eingeführt.
1-Cent-Münze
Die 1-Cent-Münze wurde am 14. Februar 1966 eingeführt und behielt ihr Design bis heute. Am 21. August 1990 wurde bekanntgegeben, dass die Ausgabe der 1-Cent-Münze ab Februar 1992 eingestellt werden solle, sie jedoch weiterhin als gesetzliches Zahlungsmittel gelte.

2-Cent-Münze
Die Geschichte der 2-Cent-Münze nimmt den gleichen Verlauf wie die der 1-Cent-Münze.
5-Cent-Münze
Auch das Design der 5-Cent-Münze wurde seit der Einführung nicht verändert. Alle 5-Cent-Münzen, die 1966 eingeführt wurden, wurden in der Königlichen Britischen Münzanstalt in London geprägt.
10-Cent-Münze
Die heutige Rückseite der 10-Cent-Münze ist identisch mit der von 1966. Auch alle 10-Cent-Münzen wurden in London geprägt, alle darauffolgenden Ausgaben in anderen Münzanstalten.
20-Cent-Münze
Das Originalerscheinungsbild der 20-Cent-Münze von 1966 blieb bis 1995 unverändert; jedoch gab es bereits mehrere Sonderausgaben. Die ersten Münzen wurden alle von der Königlichen Britischen Münzanstalt in London geprägt.
50-Cent-Münze
Die Münze mit dem höchsten Nennwert zum Zeitpunkt der Einführung am 14. Februar 1966, die 50-Cent-Münze, enthielt 80 % Silber. Aufgrund der steigenden Silberpreise überstieg der Wert der Münze bei weitem den eigentlichen Nennwert und wurde deshalb 1968 durch eine Kupfer-Nickel-Legierung ersetzt. Ein weiterer Grund für die Umgestaltung der Münze war die starke Ähnlichkeit zur 20-Cent-Münze, weshalb die neue 50-Cent-Münze zwölfeckig statt wie die 20-Cent-Münze abgerundet gestaltet wurde.
1-Dollar-Münze
Die 1-AUD-Münze wurde am 14. Mai 1984 eingeführt. Die Planung der 1-AUD-Münze begann bereits Mitte der 1970er-Jahre. Bereits zu diesem Zeitpunkt wurde deutlich, dass es einer höherwertigen Münze bedurfte, die in Münzautomaten genutzt werden konnte. Auch sollte die 1-AUD-Note abgelöst werden, da diese aufgrund der hohen Umschlagquote nur eine kurze Lebensdauer verzeichnen konnte.
2-Dollar-Münze
Die 2-AUD-Münze wurde am 20. Juni 1988 in Umlauf gebracht. Wie die 1-AUD-Münze sollte auch die 2-AUD-Münze den stark in Anspruch genommenen 2-AUD-Schein ersetzen.

## Aktuelle Banknoten und Münzen des australischen Dollars
| Wert                                          |                         |                      | Motiv | Größe              | Datum der Erstausgabe                            |
| Neue Serie ab 2016                            | Neue Serie ab 2016      | Neue Serie ab 2016   | Neue Serie ab 2016 | Neue Serie ab 2016 | Neue Serie ab 2016                               |
| --------------------------------------------- | ----------------------- | -------------------- | --- | ------------------ | ------------------------------------------------ |
| 5 Dollar                                      |                         |                      | - Elisabeth II. (1926–2022), ehemaliges Staatsoberhaupt Australiens - Parlamentsgebäude                                 | 130 mm × 65 mm     | 1. September 2016                                |
| 10 Dollar                                     |                         |                      | - Banjo Paterson (1864–1941), Schriftsteller - Mary Gilmore (1865–1962), Schriftstellerin                               | 137 mm × 65 mm     | 20. September 2017                               |
| 20 Dollar                                     |                         |                      | - Mary Reibey (1777–1855), Philanthropin - John Flynn (1880–1951), Gründer des Royal Flying Doctor Service of Australia | 144 mm × 65 mm     | 9. Oktober 2019                                  |
| 50 Dollar                                     |                         |                      | - David Unaipon (1872–1967), Erfinder - Edith Cowan (1861–1932), Politikerin                                            | 151 mm × 65 mm     | 18. Oktober 2018                                 |
| 100 Dollar                                    |                         |                      | - Nellie Melba (1861–1931), Opernsängerin - John Monash (1865–1931), General                                            | 158 mm × 65 mm     | 29. Oktober 2020                                 |
| Ältere Banknoten                              |                         |                      | |                    |                                                  |
| 5 Dollar                                      | 5 Dollar, Vorderseite   | 5 Dollar, Rückseite  | - Elisabeth II. (1926–2022), ehemaliges Staatsoberhaupt Australiens - Parlamentsgebäude                                 | 130 mm × 65 mm     | 7. Juli 1992 neue Kolorierung ab 24. April 1995. |
| 10 Dollar                                     |                         | 10 Dollar, Rückseite | - Banjo Paterson (1864–1941), Schriftsteller - Dame Mary Gilmore (1865–1962), Schriftstellerin                          | 137 mm × 65 mm     | 1. November 1993                                 |
| 20 Dollar                                     | 20 Dollar, Vorderseite  | 20 Dollar, Rückseite | - Mary Reibey (1777–1855), Philanthropin - John Flynn (1880–1951), Gründer des Royal Flying Doctor Service of Australia | 144 mm × 65 mm     | 31. Oktober 1994                                 |
| 50 Dollar                                     | 50 Dollar, Vorderseite  | 50 Dollar, Rückseite | - David Unaipon (1872–1967), Erfinder - Edith Cowan (1861–1932), Politikerin                                            | 151 mm × 65 mm     | 4. Oktober 1995                                  |
| 100 Dollar                                    | 100 Dollar, Vorderseite |                      | - Dame Nellie Melba (1861–1931), Opernsängerin - Sir John Monash (1865–1931), General                                   | 158 mm × 65 mm     | 15. Mai 1996                                     |
| Sonderausgabe zum 100-jährigen Staatsjubiläum |                         |                      | |                    |                                                  |
| 5 Dollar                                      | 5 Dollar, Vorderseite   | 5 Dollar, Rückseite  | - Sir Henry Parkes (1815–1896), Politiker - Catherine Helen Spence (1825–1910), Schriftstellerin                        | 130 mm × 65 mm     | 1. Januar 2001                                   |

Diese Noten griffen die Themen der vorherigen Noten wieder auf, zeigten die soziale und kulturelle Vielfalt Australiens und würdigten wissenschaftliche Leistungen durch Porträts von herausragenden Männern und Frauen der australischen Geschichte.
| Nennwert | Motiv auf der Rückseite     | Material                    | Gewicht | Durchmesser | Datum der Erstausgabe |
| -------- | --------------------------- | --------------------------- | ------- | ----------- | --------------------- |
| 1 Cent   | Federschwanz-Gleitbeutler   | 97 % Cu, 2,5 % Zn, 0,5 % Sn | 2,6 g   | 17,65 mm    | 14. Februar 1966      |
| 2 Cent   | Kragenechse                 | 97 % Cu, 2,5 % Zn, 0,5 % Sn | 5,2 g   | 21,59 mm    | 14. Februar 1966      |
| 5 Cent   | Ameisenigel                 | 75 % Cu, 25 % Ni            | 2,83 g  | 19,41 mm    | 14. Februar 1966      |
| 10 Cent  | Graurücken-Leierschwanz     | 75 % Cu, 25 % Ni            | 5,65 g  | 23,60 mm    | 14. Februar 1966      |
| 20 Cent  | Schnabeltier                | 75 % Cu, 25 % Ni            | 11,3 g  | 28,65 mm    | 14. Februar 1966      |
| 50 Cent  | Wappen Australiens          | 75 % Cu, 25 % Ni            | 15,55 g | 31,65 mm    | September 1969        |
| 1 Dollar | 5 Kängurus                  | 92 % Cu, 6 % Al, 2 % Ni     | 9,0 g   | 25,00 mm    | 14. Mai 1984          |
| 2 Dollar | Aborigine, Kreuz des Südens | 92 % Cu, 6 % Al, 2 % Ni     | 6,60 g  | 20,50 mm    | 20. Juni 1988         |

Zwölfeckige australische
50-Cent-Münze

Alle Münzen tragen das Porträt der Königin Elisabeth II. auf der Vorderseite. Die ursprünglich runde 50-Cent-Münze wurde ab 1969 in zwölfeckiger Form geprägt. Die aus 97 % Kupfer hergestellten 1- und 2-Cent-Münzen wurden Anfang 1992 aus dem Umlauf genommen. Im Bargeldverkehr werden Beträge auf 5 Cent gerundet.

## Polymer-Banknoten

### Einführung der synthetischen Polymer-Banknoten
Die Banknoten Australiens wurden von einer Papier- auf eine synthetische Polymersubstratbasis umgestellt (auch Kunststoff oder Plastik) und erheblich überarbeitet.
Diese Polymer-Technologie wurde von der Commonwealth Scientific and Industrial Research Organisation (CSIRO), der staatlichen Behörde für wissenschaftliche und industrielle Forschung, entwickelt.
Im Jahr 1985 wurde die erste synthetische Polymersubstrat-Note als Probeexemplar in Umlauf gebracht. Dabei handelte es sich um eine 10-AUD-Gedenknote zu Ehren der 200-Jahr-Feier Australiens im Jahr 1988.

### Erste vollständige Serie der Polymer-Noten
Der Test der Polymer-Technologie wurde als großer Erfolg angesehen. Eine komplette Serie der Polymer-Banknoten von 5 bis 100 AUD wurde daraufhin zwischen 1992 und 1996 hergestellt. Im Juli 1992 wurde die 5-AUD-Note eingeführt, welche im April 1995 noch einmal farblich überarbeitet wurde, um sie besser von der im November 1993 eingeführten 10-AUD-Note unterscheiden zu können. Im Oktober 1994 wurde die 20-AUD-Note und im Oktober 1995 die 50-AUD-Note in Umlauf gebracht. Im Mai 1996 folgte die 100-AUD-Note.

### Gründe für die Banknoten auf Polymersubstratbasis
Die australische Regierung hatte sich das Ziel gesetzt, den australischen Dollar zu einer der sichersten Währungen mit den modernsten Sicherheitsmerkmalen zu machen. Jedoch kam es bereits im Jahr der Neueinführung zu einem Skandal, als gefälschte 10-AUD-Noten in Umlauf gerieten. Das war der Anlass für eine Partnerschaft zwischen der RBA und der CSIRO, um neue Technologien zu entwickeln, welche die neue Währung sicherer machen sollten. Die Notwendigkeit einer Veränderung der Geldscheine wurde in den 1970er- und 1980er-Jahren durch die zunehmende Verfügbarkeit von qualitativ hochwertiger Fotokopier-Technik verstärkt. Vorerst konzentrierte sich die CSIRO auf die Entwicklung eines Hologramm-ähnlichen, diffraktiv optisch variablen Merkmals. Da ein solches eine bessere optische Wirkung auf einer glatten Oberfläche aufweist, entschied man sich für dieses Merkmal als wichtigstes Sicherheitselement für die neuen Banknoten.
Nach einigen Jahren verlagerte sich der Fokus jedoch von diffraktiv optisch variablen Elementen hin zu günstigeren Sicherheitsvorkehrungen. Ein Durchsichtfenster, welches auf Papiernoten nicht möglich war, wurde eingesetzt und sollte sich als kostengünstiger und ebenso effektiv erweisen.

### Vorteile von Polymernoten
Während die Polymer-Technologie für Währungen entwickelt wurde, um Fälschungen zu erschweren und zu verteuern, besitzt sie auch Vorteile gegenüber Papiergeld in Bezug auf Haltbarkeit und Recyclingfähigkeit.
Polymernoten halten etwa viermal länger als Papiergeld. Das Polymersubstrat ist robuster und widerstandsfähiger gegenüber Schäden durch Feuchtigkeit, Schmutz, Öl und Haushaltschemikalien. Diese verbesserte Haltbarkeit zeigt sich in der Verringerung der Zahl der rückläufigen Banknoten.
Ein wesentlicher Vorteil für die Umwelt ist es, dass Polymer-Banknoten recycelt werden können, wohingegen Abfälle aus Papierscheinen nur vergraben oder verbrannt werden können. Polymer-Banknoten, die nicht mehr brauchbar sind, werden granuliert, geschmolzen und anschließend wiederverwertet.

### Export der Polymernote
Ende 2008 waren es bereits 25 Länder aus allen Regionen der Welt, deren Banknoten auf der Polymer-Technologie Australiens basierten. Diese Entwicklung stellt einen starken Kontrast zu der Situation Ende des 19. Jahrhunderts dar, als Australien sämtliche Technologien und sämtliches Know-how des Notendrucks importieren musste.
1990 wurde die Technik von Singapur übernommen, 1991 von Papua-Neuguinea, 1991 Westsamoa, 1993 von Kuwait, 1994 von Indonesien, 1996 von Brunei, 1996 von Thailand, 1998 von Malaysia, 1998 von Sri Lanka, 1999 von Neuseeland, 1999 von Nordirland, 1999 von Rumänien, 1999 von Taiwan, 2000 von Bangladesch, 2000 von Brasilien, 2001 von China, 2001 von den Salomoninseln, 2001 von Vietnam, 2002 von Mexiko, 2002 von Nepal, 2003 von Sambia, 2004 von Chile, 2007 von Guatemala, 2007 von Hong Kong, 2007 von Nigeria. und 2008 teilweise von Israel.

## Sicherheitsmerkmale
In Banknoten werden gezielt spezielle Merkmale eingearbeitet, um echte Banknoten von Falschgeld unterscheiden zu können. Mithilfe einer Kombination mehrerer Sicherheitsmerkmale soll das Fälschen von Banknoten nahezu unmöglich gemacht werden:
DurchsichtfensterDas durchsichtige Fenster aus Plastik ist in die Banknote eingearbeitet und bildet mit der Banknote eine glatte Oberfläche. In diesem Fenster ist die Prägung eines Bildes aufgedruckt. Nur die 5-AUD-Föderations-Gedenknote enthält keine solche Prägung.
PolymersubstratDie Banknote wird auf ein spezielles Polymer (Kunststoff) gedruckt. Die Mehrheit der Fälschungen ist auf Papier gedruckt, wodurch bereits durch Ertasten ein Unterschied festzustellen ist.
MikroschriftMikroschriften sind kleine, mithilfe eines Vergrößerungsglases sichtbare Schriften (z. B. FIFTY Dollar).
Stahlstich-TiefdruckDie Anwendung des Stahlstich-Tiefdruckverfahrens ermöglicht den Aufdruck eines Reliefs, welches ertastbar ist.
WasserzeichenWird der Schein gegen das Licht gehalten, wird das australische Staatswappen sichtbar. Ebenfalls vervollständigt sich dabei der siebenzackige Stern, der zu Teilen auf der Vorder- und Rückseite angebracht ist.
Fluoreszierende SchriftenDie Seriennummer und der Nennwert der Note fluoreszieren unter ultraviolettem Licht.
HintergrunddruckVerschiedene Linienstrukturen und -muster sowie Sonderfarben, die mit spezieller Tinte gedruckt werden und nicht mit herkömmlichen Farbdruckern reproduzierbar sind, da sie außerhalb des normalen Farbraumes liegen, prägen den Hintergrund.

## Wechselkurse
Der Anteil des australischen Dollars an der Gesamtzahl der Transaktionen am Devisenmarkt beläuft sich auf etwa 6 Prozent. Das ist Platz 6 unter den meistgehandelten Währungen der Welt.
Der Wert des australischen Dollars entsprach von September 1973 bis August 1974 1,4875 USD und hatte damit seinen historischen Höchststand. Im September 2001 hingegen war der bisherige Tiefststand bei einem Wert von 0,4923 USD zu verzeichnen.
| Jahr | 1 A$       | Jahr | 1 A$       | Jahr           | 1 A$       |
| ---- | ---------- | ---- | ---------- | -------------- | ---------- |
| 1970 | 1,1159 USD | 1985 | 0,7012 USD | 2000           | 0,5761 USD |
| 1975 | 1,3074 USD | 1990 | 0,7799 USD | 2005           | 0,7606 USD |
| 1980 | 1,1423 USD | 1995 | 0,7394 USD | (Jan–Okt) 2009 | 0,7769 USD |

Wechselkurs zum Euro seit 1999 (in A$ je Euro)

Im Wechsel zum Euro hatte der australische Dollar im Januar 2000 seinen bisherigen Höchststand bei einem Wert von 0,6509 Euro. Im Februar 2009 entsprach der australische Dollar nur einem Wert von 0,5069 Euro.
| Jahr           | 1 AUD      |
| -------------- | ---------- |
| 2000           | 0,6264 EUR |
| 2005           | 0,6142 EUR |
| (Jan–Okt) 2009 | 0,5604 €   |

## Inflation
Innerhalb der 1990er-Jahre wechselten viele Länder, die hohe Inflationsraten zu verzeichnen hatten, zum sogenannten Inflation Targeting. Dabei orientiert sich die Geldpolitik direkt an der Inflationsentwicklung. Australien wechselte 1993 zu dieser Strategie der direkten Inflationssteuerung. Bei diesem Konzept wird die Rolle der Geldwertstabilität als Ziel der Geldpolitik in den Vordergrund gestellt.
Ziele der Geldpolitik sind die Stabilität der Währung, Vollbeschäftigung, wirtschaftlicher Erfolg und das Wohlergehen der Bevölkerung. Um diese Ziele zu erreichen, fokussiert die RBA Preisstabilität. Es wurde eine Grenze von 3 % fixiert, welche die Inflationsrate mittelfristig nicht übersteigen sollte.
Die aktuelle Inflationsrate beläuft sich auf 7,3 %.

## Erweiterter Geltungsbereich
Der Australische Dollar gilt auf Kiribati, Tuvalu und Nauru neben der einheimischen Währung als gesetzliches Zahlungsmittel. Außerdem wird eine Einführung des Australischen Dollars als Währungseinheit für die pazifischen Inseln in der Literatur diskutiert.
Auch vom Internationalen Währungsfonds wurde das bereits vorgeschlagen. Dabei wird der Australische gegenüber dem Neuseeländischen Dollar als geeigneter betrachtet.

## Mögliche Abschaffung der 5-Cent-Münze
Laut Presseberichten von Sommer 2011 hat die australische Münzanstalt die australische Regierung in einem vertraulichen Brief darauf hingewiesen, dass die Herstellung der 5-Cent-Münze, die zu 75 % aus Kupfer und zu 25 % aus Nickel besteht, teurer als der Nennwert sei. Im Übrigen sei sie überflüssig, weil viele in Australien bargeldlos zahlten. Die Regierung erklärte, dass der Wegfall der Münze bei Spendensammlungen zu Problemen führen würde und der Einzelhandel den Wegfall möglicherweise zum Aufrunden der Preise nutzen würde. Eine Entscheidung steht noch aus.